# Salif Sané
Salif Sané (ur. 25 sierpnia 1990 w Lormont) – senegalski piłkarz francuskiego pochodzenia, występujący na pozycji obrońcy w niemieckim klubie FC Schalke 04 oraz w reprezentacji Senegalu. Wychowanek US Lormont, w swojej karierze grał także w takich klubach, jak Girondins Bordeaux oraz AS Nancy. Młodszy brat Ludovica Sané.

## Statystyki kariery
(aktualne na dzień 13 kwietnia 2018)
| Klub               | Sezon              | Liga               | Liga  | Liga   | Puchar kraju | Puchar kraju | Puchar ligi | Puchar ligi | Europa | Europa | Suma  | Suma   |
| Klub               | Sezon              | Liga               | Mecze | Bramki | Mecze        | Bramki       | Mecze       | Bramki      | Mecze  | Bramki | Mecze | Bramki |
| ------------------ | ------------------ | ------------------ | ----- | ------ | ------------ | ------------ | ----------- | ----------- | ------ | ------ | ----- | ------ |
| Bordeaux B         | 2009/10            | CFA                | 24    | 0      | –            | –            | –           | –           | –      | –      | 24    | 0      |
| Bordeaux B         | 2010/11            | CFA                | 8     | 1      | –            | –            | –           | –           | –      | –      | 8     | 1      |
| Girondins Bordeaux | 2010/11            | Ligue 1            | 4     | 0      | 1            | 0            | 0           | 0           | –      | –      | 5     | 0      |
| AS Nancy (wyp.)    | 2011/12            | Ligue 1            | 32    | 2      | 1            | 0            | 0           | 0           | –      | –      | 33    | 2      |
| AS Nancy           | 2012/13            | Ligue 1            | 34    | 3      | 2            | 0            | 1           | 0           | –      | –      | 37    | 3      |
| Hannover 96        | 2013/14            | Bundesliga         | 19    | 2      | 1            | 0            | –           | –           | –      | –      | 20    | 2      |
| Hannover 96        | 2014/15            | Bundesliga         | 18    | 2      | 0            | 0            | –           | –           | –      | –      | 18    | 2      |
| Hannover 96        | 2015/16            | Bundesliga         | 31    | 2      | 2            | 1            | –           | –           | –      | –      | 33    | 3      |
| Hannover 96        | 2016/17            | Bundesliga         | 28    | 2      | 3            | 1            | –           | –           | –      | –      | 31    | 3      |
| Hannover 96        | 2017/18            | Bundesliga         | 27    | 3      | 2            | 0            | –           | –           | –      | –      | 29    | 3      |
| Ogólnie w karierze | Ogólnie w karierze | Ogólnie w karierze | 225   | 17     | 12           | 2            | 1           | 0           | 0      | 0      | 238   | 19     |